# Paracharactis
Paracharactis é um gênero de mariposa pertencente à família Acrolophidae.